# Рајт (Вајоминг)
Рајт (енгл. Wright) град је у америчкој савезној држави Вајоминг.

## Демографија
По попису из 2010. године број становника је 1.807, што је 460 (34,1%) становника више него 2000. године.
| Група             | 2000.         | 2010.         |
| Белци             | 1.298 (96,4%) | 1.648 (91,2%) |
| Афроамериканци    | 0 (0,0%)      | 2 (0,1%)      |
| Азијати           | 1 (0,1%)      | 4 (0,2%)      |
| Хиспаноамериканци | 31 (2,3%)     | 112 (6,2%)    |
| Укупно            | 1.347         | 1.807         |